# Billings kontrakt
Billings kontrakt är ett kontrakt i Skara stift inom Svenska kyrkan.
Kontraktskoden är 0311.

## Administrativ historik
Kontraktet, före 1761 kallat Skövde kontrakt/prosteri/, omfattade från 1884
- Skövde stadsförsamling som 1916 uppgick i Skövde församling
- Skövde landsförsamling som 1916 uppgick i Skövde församling
- Öms församling som 1974 uppgick i Skövde församling
- Ryds församling som 2014 uppgick i Skövde församling
- Hagelbergs församling som 2002 uppgick i Norra Kyrketorps församling
- Norra Kyrketorps församling som 2010 uppgick i Skultorps församling
- Våmbs församling som 2014 uppgick i Skövde församling
- Sventorps församling som 2002 uppgick i Sventorp-Forsby församling
- Forsby församling som 2002 uppgick i Sventorp-Forsby församling
- Varnhems församling som 1995 överfördes till Domprosteriet
- Istrums församling som 1992 uppgick i Eggby-Istrums församling och som 1995 överfördes till Domprosteriet
- Eggby församling som 1992 uppgick i Eggby-Istrums församling som 1995 överfördes till Domprosteriet
- Öglunda församling som 1995 överfördes till Domprosteriet
- Norra Lundby församling som 1995 överfördes till Domprosteriet
- Bergs församling
- Lerdala församling som 2002 uppgick i Bergs församling
- Timmersdala församling som 2002 uppgick i Bergs församling
- Böja församling som 2002 uppgick i Bergs församling
- Sjogerstads församling som 1992 uppgick i Sjogerstad-Rådene församling som 2010 uppgick i Skultorps församling
- Rådene församling som 1992 uppgick i Sjogerstad-Rådene församling som 2010 uppgick i Skultorps församling
- Häggums församling som 2010 uppgick i Skultorps församlin
- Broddetorps församling som 1962 överfördes till Falköpings kontrakt
- Hornborga församling som 1962 överfördes till Falköpings kontrakt
- Sätuna församling som 1962 överfördes till Falköpings kontrakt
- Bolums församling som 1962 överfördes till Falköpings kontrakt

1962 tillfördes från Kåkinds kontrakt
- Värsås församling som 2010 uppgick i Värsås-Varola-Vretens församling
- Varola församling som 2010 uppgick i Värsås-Varola-Vretens församling
- Ljunghems församling som 1996 uppgick i Vretens församling som 2010 uppgick i Värsås-Varola-Vretens församling
- Edåsa församling som 1996 uppgick i Vretens församling som 2010 uppgick i Värsås-Varola-Vretens församling
- Mofalla församling som 1974 återfördes till Kåkinds kontrakt

1962 tillfördes från då upplösta Södra Vadsbo kontrakt
- Värings församling
- Locketorps församling som 2002 uppgick i Värings församling

1962 tillfördes från Mariestads kontrakt
- Horns församling som 2002 uppgick i Fröske församling
- Frösve församling
- Säters församling som 2002 uppgick i Fröske församling
- Binnebergs församling som 2002 uppgick i Fröske församling

1995 tillfördes från då upplösta Mariestads kontrakt
- Götlunda församling
- Flistads församling som 2002 uppgick i Götlunda församling
- Vads församling som 2002 uppgick i Götlunda församling

2017 tillfördes från då upplösta Kåkinds kontrakt
- Hjo församling
- Mofalla församling
- Fågelås församling
- Korsberga-Fridene församling
- Tibro församling
- Ransbergs församling